# Акчурина-Муфтиева, Нурия Мунировна
Нурия Мунировна Акчурина-Муфтиева (род. 5 января 1958, Наманган) — советский, украинский и российский учёный- искусствовед, кандидат архитектуры, доктор искусствоведения. Заслуженный деятель искусств Автономной Республики Крым (2013).

## Биография
Образование — Самаркандский государственный архитектурно-строительный институт (1980), аспирантура ЦНИИЭП учебных зданий (г. Москва). Здесь же в 1987 году защитила диссертацию кандидата архитектуры на тему: «Принципы проектирования детских домов и домов ребенка для детей, оставшихся без попечения родителей» по специальности 18.00.02 – архитектура зданий и сооружений (Москва, 1986), докторантура ИИФЭ НАН Украины (2007).
Работала преподавателем в Таджикском политехническом институте (1986-1992), на должности доцента в Самаркандском государственном архитектурно-строительном институте (1992-1996), в Крымском инженерно-педагогическом университете преподавателем (с 1997). С сентября 1998 года – доцент. С сентября 1999 г. – доцентом кафедры дошкольной педагогики и методик начального обучения. С 2004 г. – доцентом кафедры дошкольной педагогики. В 2004 г. была переведена на кафедру изобразительного и декоративно-прикладного искусства на должность доцента. С 2007 г. – заведующая этой кафедрой, после разделения которой в 2013 г. – заведующая кафедрой декоративного искусства.
В 2004-2007 годах – докторант Института искусствоведения, фольклористики, этнологии НАН Украины (г. Киев). В 2009 году в Львовской национальной академии искусств защитила диссертацию доктора искусствоведения на тему: «Декоративно-прикладное искусство крымских татар XV – первой половины XX вв. (этапы развития, типология, стилистика, художественные особенности)» по специальности 17.00.06 – декоративно-прикладное искусство (научный консультант — доктор искусствоведения М. Р. Селивачёв).
В 2012 году ей было присвоено ученое звание профессора кафедры изобразительного и декоративно-прикладного искусства.
Награждена почетными грамотами Совета Министров АРК (2003), Министерства образования и науки АРК (1999)
После аннексии Крыма Россией приняла российское гражданство и продолжила научную работу в Крыму. Лауреат Государственной премии Республики Крым за 2016 год.
Действительный член Крымской Академии Наук , Действительный член Петровской Академии Наук и Искусств.

## Исследования и Библиография
Кандидат архитектуры (1987). Доктор искусствоведения (2009). Научная направленность деятельности – история архитектуры и искусства Крыма, диалог и соприкосновение исламской и христианской культур, современные художественные процессы в многонациональном Крыму. Автор более 100 научных публикаций. Монографии:
- Терминологический словарь крымскотатарского декоративно-прикладного искусства / Нурия Акчурина-Муфтиева ; [науч. ред. М. Селивачев].- Симферополь: [Крымучпедгиз], 2007.— 120 С.
- Акчурина-Муфтиева, Н.М. Декоративно-прикладное искусство крымских татар XV— первой половины XX вв.: (Этапы развития, типология, стилистика, художественные особенности): монография / Н.Н. Акчурина-Муфтиева; КИПУ, Ин-т искусствоведения, фольклористики и этнологии им. М. Рыльского НАН Укр.; отв. за вып. Н.Р. Караманов.Симферополь: ОАО "Симферополь. гор. тип."(СГТ), 2008.— 392 С.